# Бобовац
Бобова́ц (босн. Bobovac) — средневековый город-крепость в центральной части Боснии и Герцеговины.
Самый значительный город средневековой Боснии, королевская резиденция (столица) в XIV—XV веках. Усыпальница четырёх боснийских королей. В 1463 году во время завоевания Боснии турками был сожжён и разрушен; к 1626 году прекратил существование. Сохранился в виде руин.

## Расположение

Бобовац и его окрестности

Располагался на территории современной общины Вареш, в 33 км к северо-северо-западу от Сараева. Во времена Средневековья это был малонаселённый и труднодоступный район в Боснии. Бобовац стоял на краю холма (босн. Bobovačka kosa), с двух сторон окружённого речками Буковицей и Мияковской. Место впадения Мияковской реки в Буковицу известно как Саставци (от серб. sastati se — «встречаться»). В окрестностях на расстоянии 500—800 метров расположены сёла Мияковичи и Драговичи. К остаткам Бобовца ведёт лесная дорога, являющаяся ответвлением дороги на Мияковичи.
Холм с руинами Бобовца состоит из вершины Вис с относительной высотой 30 метров на севере и скалистым местом на юге, где находилась основная часть крепости с королевским двором. К югу от Виса простирается терраса Црквица, которая получила своё название от стоявшей здесь ранее церкви. До Второй мировой войны на это месте служили католическую мессу для местного населения. Терраса заканчивается обрывом с юга.
Бобовац состоял из крепостных стен, королевского двора, церкви и площади перед ней, а также поселения у северных ворот крепости, носящее название Град.

## История
См. также статью Падение Бобовца

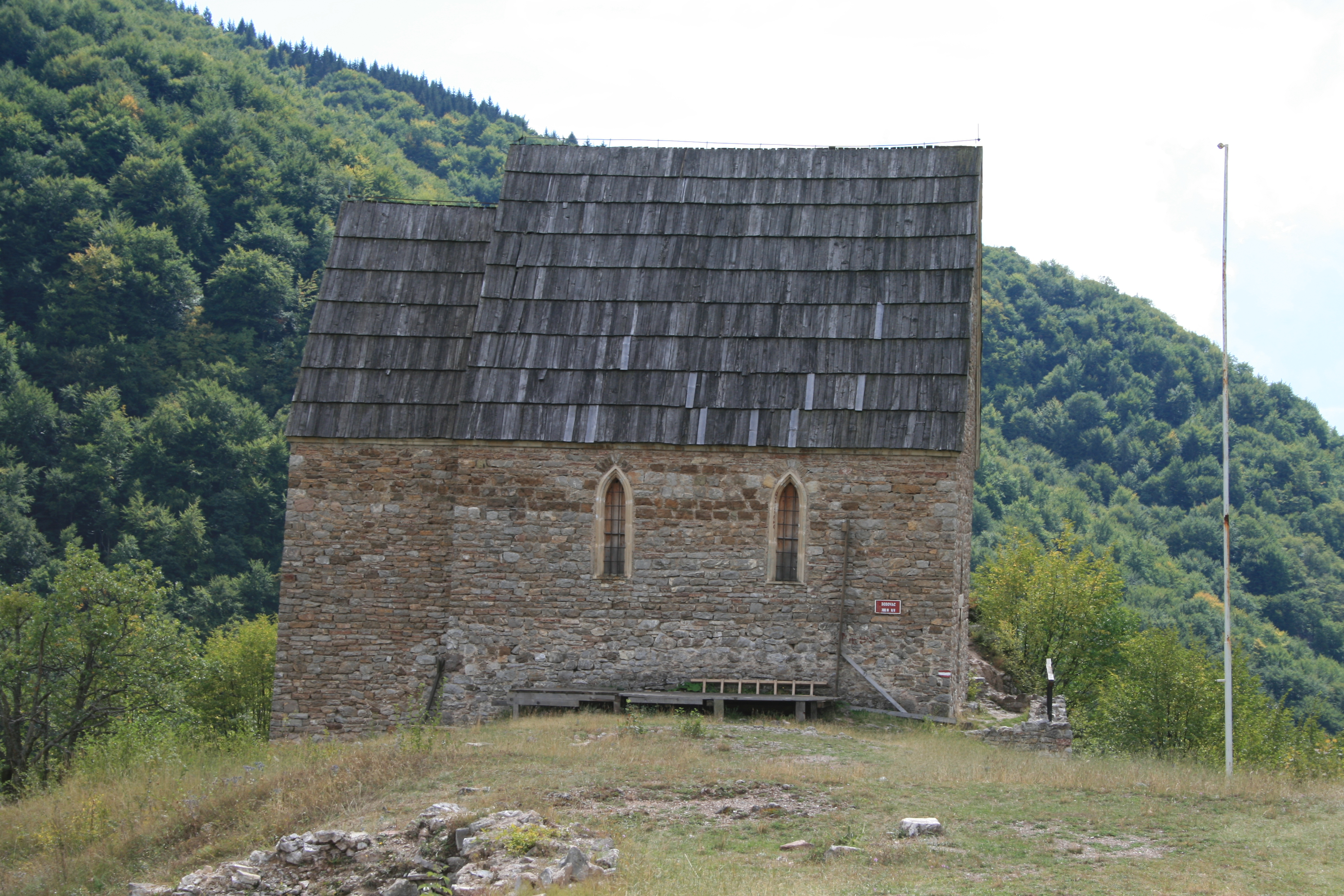
Реконструкция часовни (бывшая усыпальница боснийских королей)

Бобовац впервые упоминается как крепость в 1349—1350 годах. Крепость имела 11 башен. Длина крепостных стен составляла около 1100 метров, толщина — от 100 до 110 см.
В 1349—1350 годах Бобовац был безуспешно осаждён сербским царём Стефаном Душаном, воевавшим против Степана Котроманича. В июне 1404 года крепость была взята венгерским войском и передана Степану Остое, который 27 октября 1406 году был заточён здесь. В 1410 году Бобовац оказался в руках венгерского войска. В 1461 году двор короля переехал в Яйце. В 1463 году, как сообщал османский историк Дурсун-бег, турки «открыли ворота» Бобовца. Город был сожжён и разрушен. К 1626 году потерял стратегическое значение и обезлюдел.
С 1959 по 1967 год на месте Бобовца производились серьёзные археологические раскопки, организованные Национальным музеем Боснии и Герцеговины. В ходе раскопок в часовне были найдены пять захоронений, четыре из которых, вероятно, принадлежат боснийским королям Степану Остое (правл. 1398—1404, 1409—1418), Твртко II (1404—1409, 1421—1443), Степану Остоичу (1418—1421) и Степану Томашу (1443—1461).